# Doridacea
Infra-ordre
Les Doridacea forment un infra-ordre de mollusques de l'ordre des nudibranches. Morphologiquement, on les appelle les nudibranches « doridiens ». 
Les classifications récentes lui préfèrent cependant le taxon des Doridoidei.

## Description et caractéristiques
Les nudibranches doridiens ont pour la plupart le corps aplati, même si le pied peut être plus ou moins élevé ou la silhouette plus ou moins allongée. Le manteau est soutenu par des spicules calcaires, qui pallient l’absence de coquille ou de véritable squelette pour structurer l’organisme. L’anus est généralement situé en position dorso-postérieure, entouré du panache branchial. Celui-ci peut former des arborescences très importantes ou être au contraire réduit ou rétracté (invisible chez les Phyllidiidae). Ce groupe est extrêmement varié sur le plan visuel, autant en matière de taille que de formes et de couleurs.

## Classification
Selon World Register of Marine Species, prenant pour base la taxinomie de Bouchet & Rocroi (2005), on compte 16 familles réparties en quatre super-familles :
- super-famille Doridoidea Rafinesque, 1815
  - Actinocyclidae O'Donoghue, 1929
  - Cadlinidae Bergh, 1891
  - Chromodorididae Bergh, 1891
  - Discodorididae Bergh, 1891
  - Dorididae Rafinesque, 1815
- super-famille Onchidoridoidea Gray, 1827
  - Akiodorididae Millen & Martynov, 2005
  - Goniodorididae H. Adams & A. Adams, 1854
  - Onchidorididae Gray, 1827 — dont Corambidae Bergh, 1871
- super-famille Phyllidioidea Rafinesque, 1814
  - Dendrodorididae O'Donoghue, 1924
  - Mandeliidae Valdés & Gosliner, 1999
  - Phyllidiidae Rafinesque, 1814
- super-famille Polyceroidea Alder & Hancock, 1845
  - Aegiridae P. Fischer, 1883
  - Gymnodorididae Odhner, 1941
  - Hexabranchidae Bergh, 1891
  - Okadaiidae Baba, 1930
  - Polyceridae Alder & Hancock, 1845

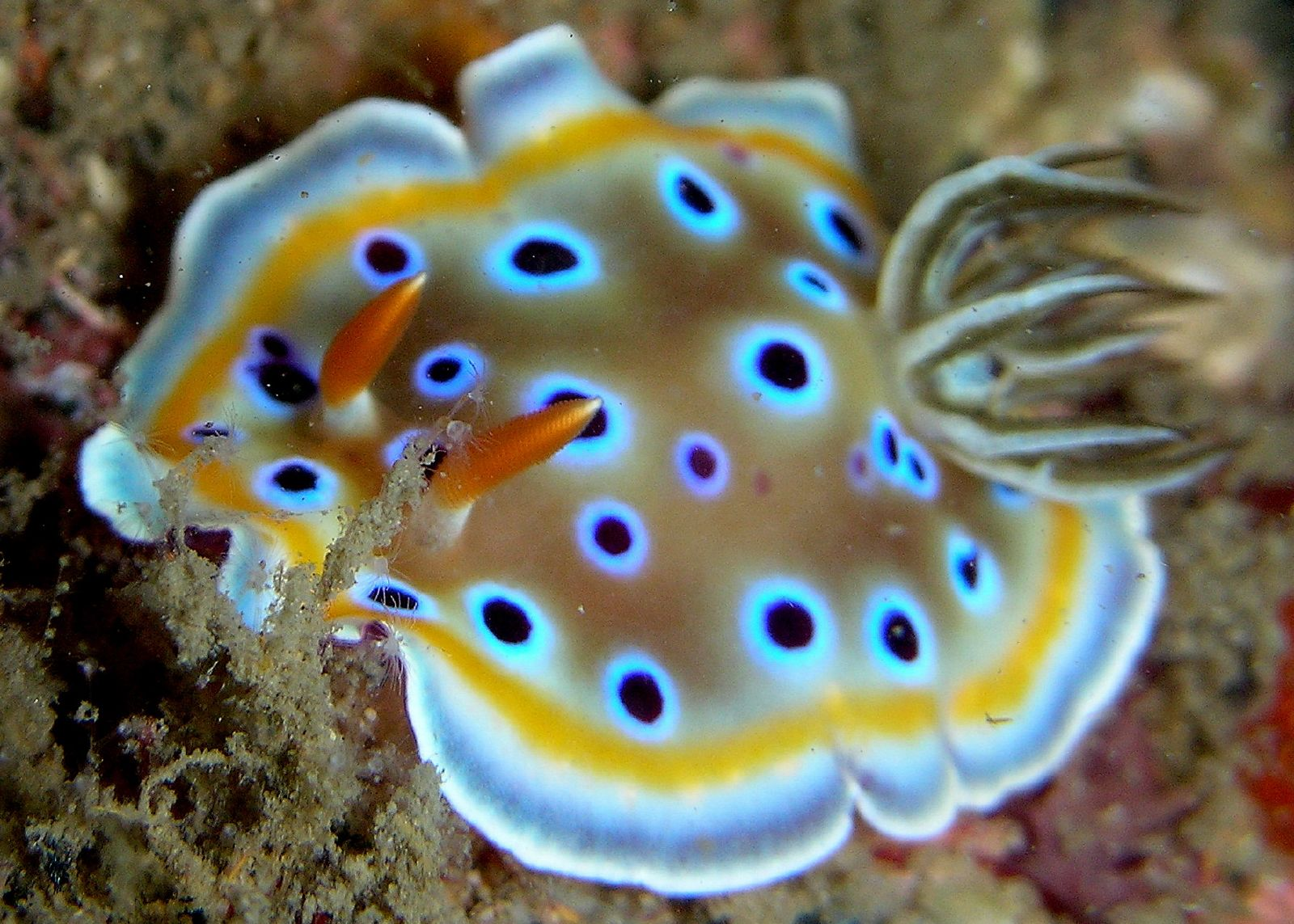
Goniobranchus geminus, un Doridoidea.
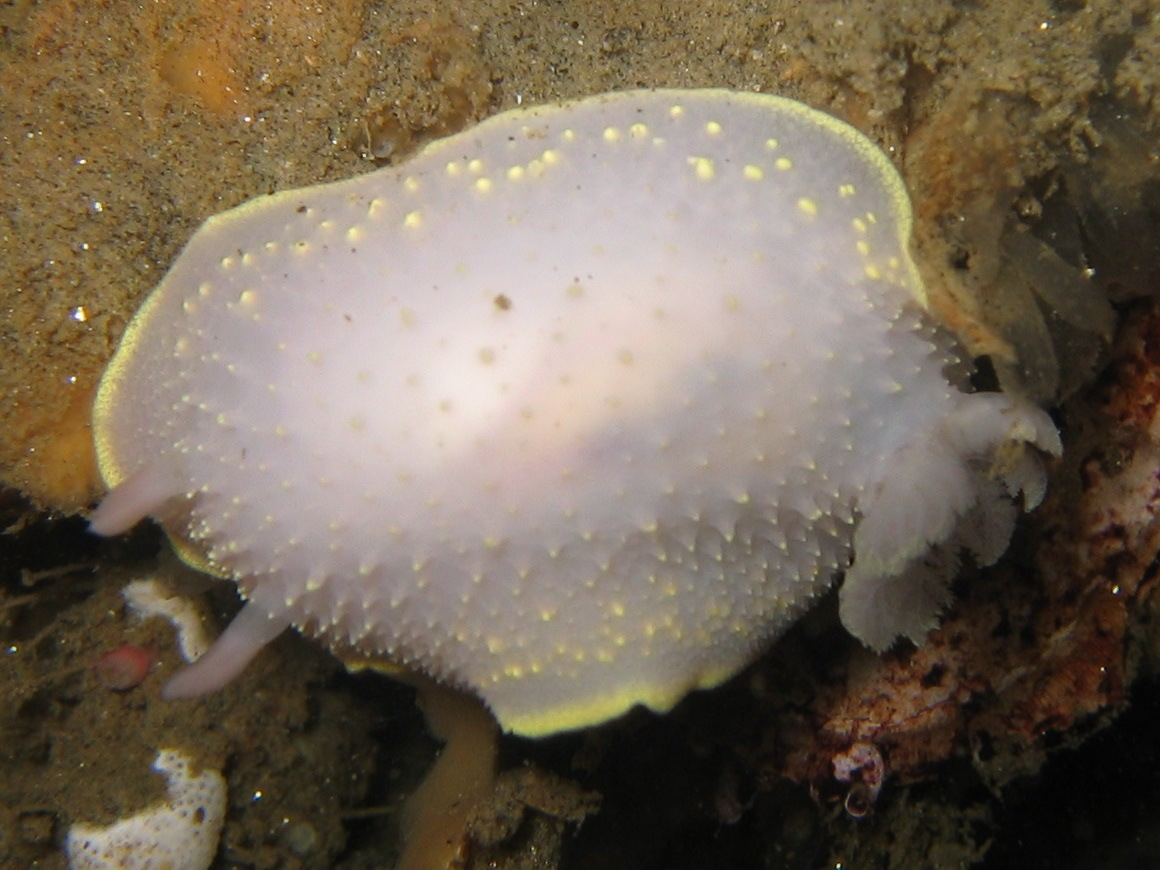
Acanthodoris hudsoni, un Onchidorididae.
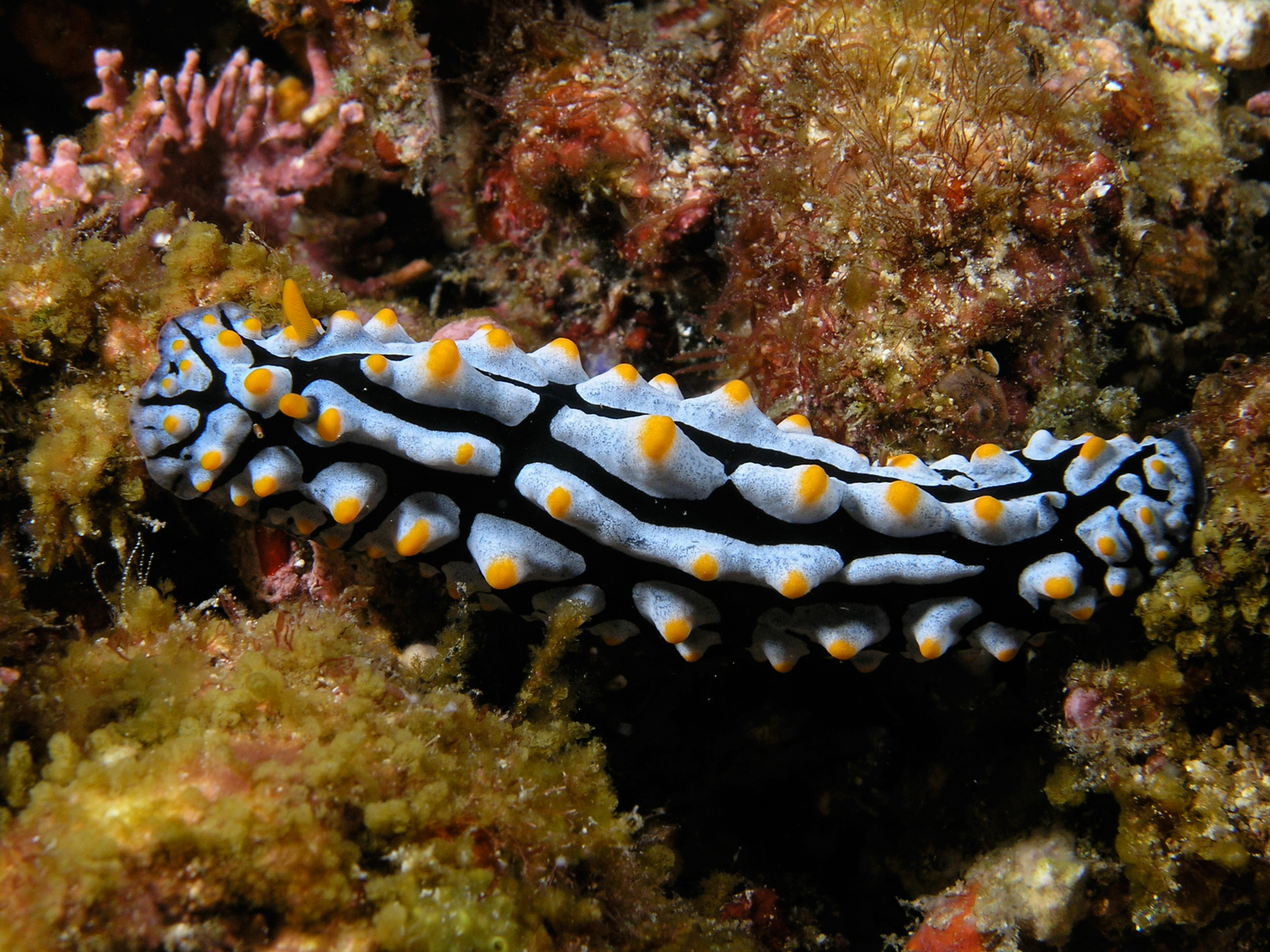
Phyllidia varicosa, un Phyllidiidae.
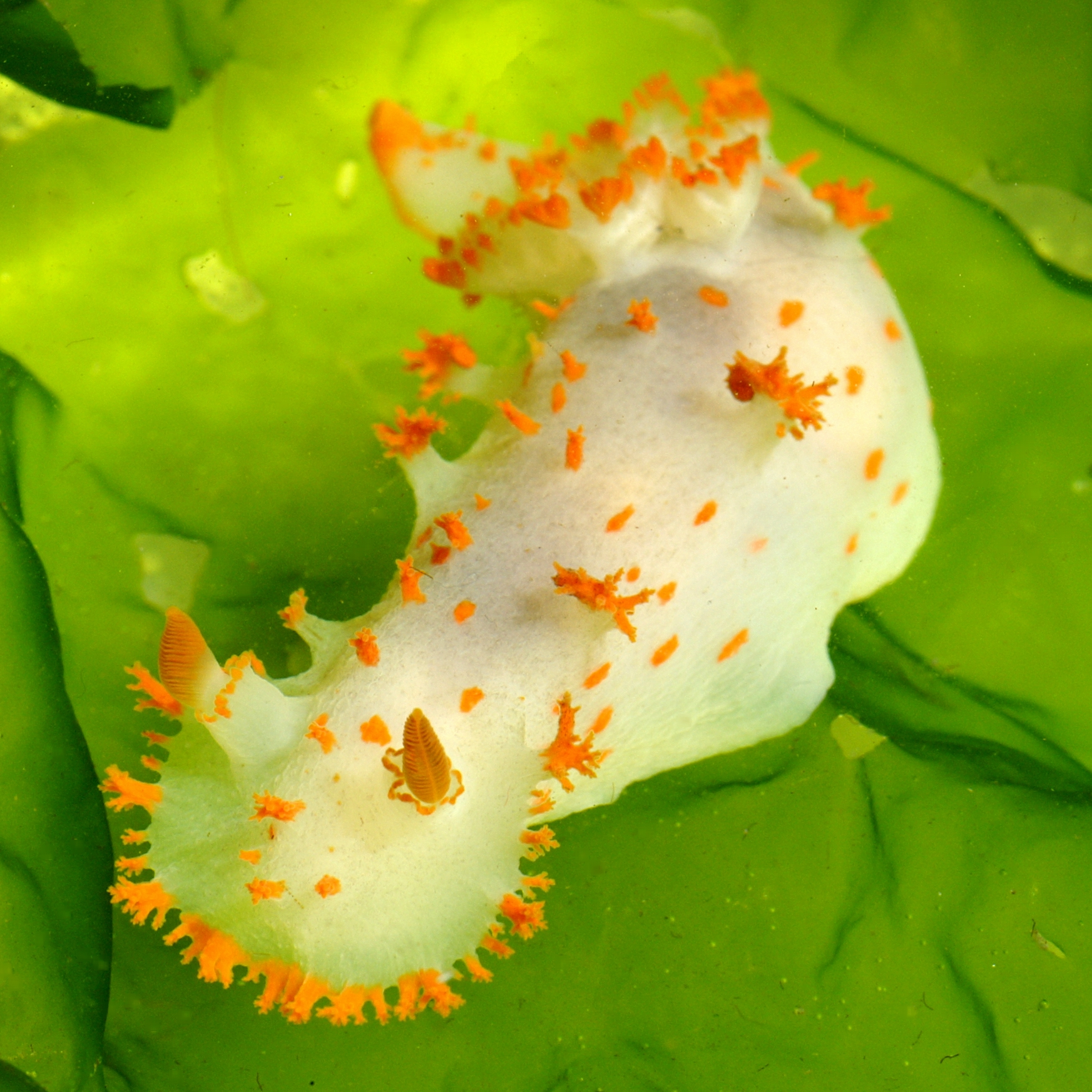
Triopha catalinae, un Polyceridae.